# Verbundwasserzähler

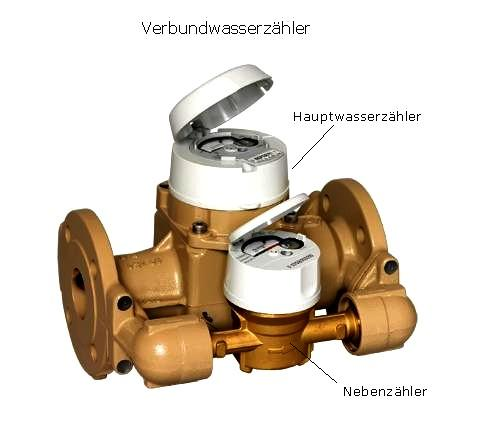
Verbundwasserzähler

Verbundwasserzähler sind Messgeräte, bei denen zwei Wasserzähler mit unterschiedlichen Nennbelastungen kombiniert sind. Durch eine Umschalteinrichtung wird je nach Durchflussmenge das Wasser entweder nur durch den kleineren oder durch beide Wasserzähler geleitet.

## Funktion
Der Verbundwasserzähler besteht aus einem Hauptzähler (Großwasserzähler) und einem kleineren Nebenzähler. Bei kleinem Durchfluss ist der Hauptzähler durch eine dicht schließende Umschaltklappe verschlossen, das Wasser fließt dann nur durch den kleinen Nebenzähler.
Bei höherer Belastung öffnet die Umschaltklappe und gibt den Hauptzähler frei. Nun laufen beide Zähler parallel. Zur Ermittlung der durchgeflossenen Wassermenge müssen stets beide Zähler abgelesen und die angezeigten Mengen addiert werden.
Bei älteren Ausführungen sind Hauptzähler, Umschalteinheit und Nebenzähler (mit Nebenleitungen) als einzelne Elemente verschraubt. Hier kann der Nebenzähler je nach Montagesituation links oder rechts (in Flussrichtung) angeordnet werden. Modernere Verbundwasserzähler besitzen ein kompaktes Gehäuse in dem sich der Hauptzähler mit Umschaltklappe sowie eine Standard-Messkapsel (meist Qn=2,5 m³/h) befinden.

## Bauarten und Ausführungen
- WPV: Die Turbinenachse des Hauptzählers verläuft parallel zur Rohrachse, also waagrecht.
- WPV-Inline: Kompaktes Gehäuse mit WP-Hauptzähler und Mehrstrahl- oder Ringkolbenzähler als Nebenzähler.
- Modelle mit Zulassung für Kalt- und Warmwasser
- Betriebsdrücke nach DIN 2401
- Anschlussmaße nach DIN 19625 bzw. DIN ISO 4064
- Flanschanschluss nach DIN 2501 bzw. 2533
- Hartmetall-Laufradlagerung
- Schutzart IP 68
- Kontaktgeber-Optionen für Fernablesegeräte (Reedkontakt, Optisch, Induktiv)
- M-BUS-Option Datenfernübertragung nach EN 1434

## Anwendungen
Wasserversorgung von Großverbrauchern wie Industrie, Hotels, Schwimm- und Sportzentren, Einkaufszentren, Schulen usw.
- zur Messung von hohen und stark schwankenden Durchflussmengen
- zur Messung kleinster Durchflüsse und zur Leckageerkennung
- Einsatz in Gebäuden mit Feuerlöscheinrichtungen (große Durchflüsse erforderlich)

## Gesetze und Bestimmungen
Verbundwasserzähler dürfen nur durch ausgebildete Fachleute installiert werden.

### Eichgültigkeit
Verbundwasserzähler, die im geschäftlichen Verkehr verwendet werden, müssen geeicht sein und den Richtlinien der PTB entsprechen. Die Dauer der Eichgültigkeit beträgt 6 Jahre wie für einfache Kaltwasserzähler. Dieser Zeitraum hat sich auch als Wartungsintervall für ungeeichte Zähler bewährt. Je nach Wasserqualität und Betriebsverhältnissen kann allerdings auch ein kürzerer Zeitraum erforderlich sein.
Verbundwasserzähler können nur als Ganzes geeicht werden. Beim Austausch eines der beiden Zähler erlischt die Eichung.

## Quelle
- Europäische Wasserrahmenrichtlinie 2000/60/EG
- Martin Bantel: Messgeräte-Praxis – Funktionen und Einsatz von Messgeräte. September 2004, Hanser Fachbuchverlag
- Karl Walter Bonfig: Technische Durchflussmessung unter besonderer Berücksichtigung neuartiger Durchflussmessverfahren, 3. Auflage, Vulkan-Verlag GmbH, Essen, 2002